# 遇仙派

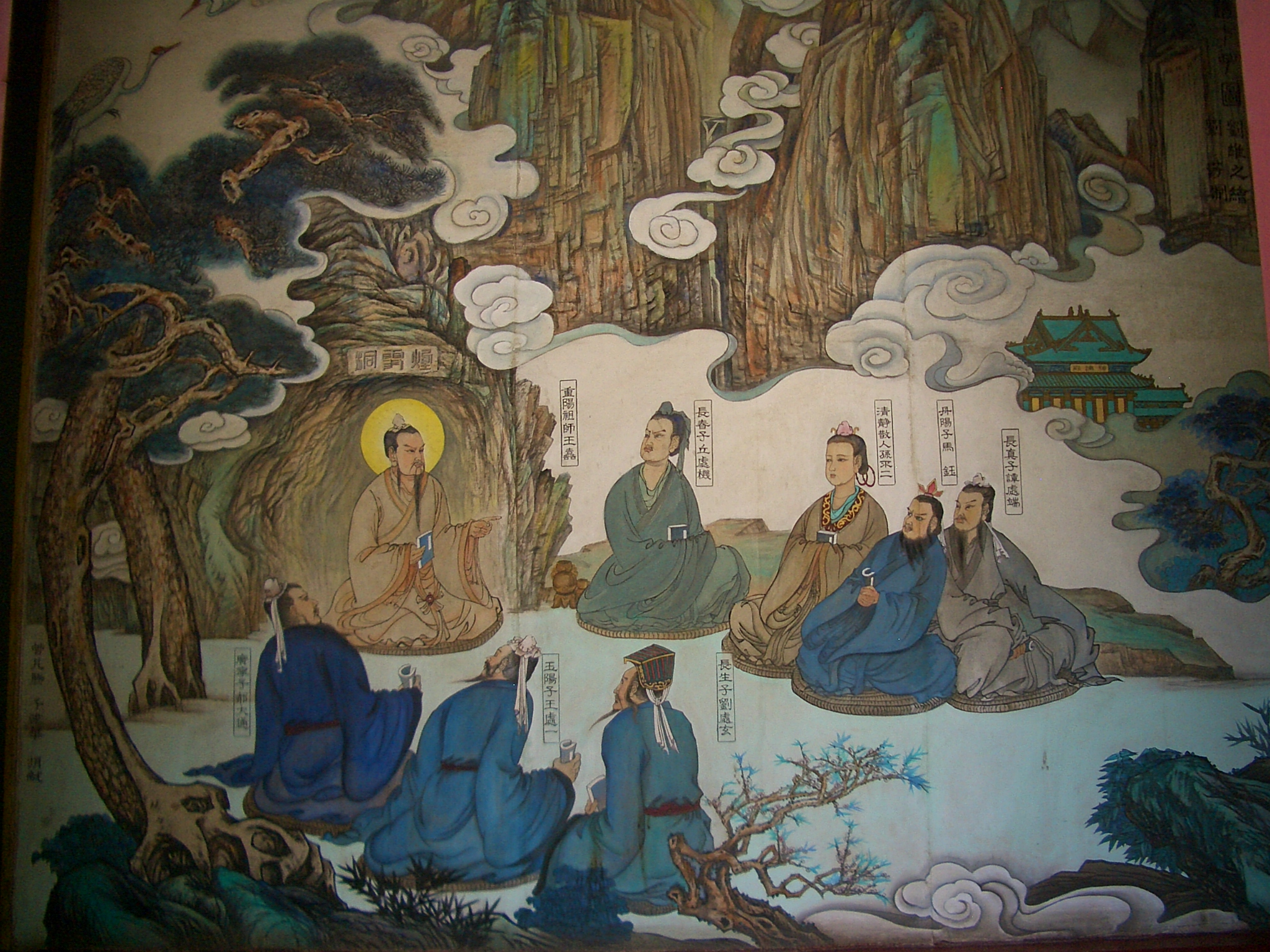
王重陽與北七真

遇仙派（亦作遇山派）是為全真派內部繁衍出七個支派之一，為丹陽子馬鈺所創，其主要派旨為清靜修練，「遇仙」一名，即指通過道法的修練而得羽化成仙。馬鈺在王重陽逝世之後，在各地傳道，其有弟子曹頊、雷大通、劉真一，于志道、李守寧等人，進一步發展該派，其中李守寧在元初的有不小的影響力，被稱作當時的十大高道之一。

### 遇仙派的百字「字輩表」
自元來正志　沖壽成仙丹　忠靖得禮義　了然見朝天
致虛端篤悟　本理淳全玄　清微通大化　真常合妙言
崇教和法本　守仁有功夫　恭敬明智慧　聖體立遐齡
宏應演音信　高復現祥光　誠慈惟黃貴　全木會王逢
雲升龍虎交　嗣希直用行　榮茂乾坤秀　蓮開衍寶興